# Ilyushin DB-3
O Ilyushin DB-3 (Дальний бомбардировщик - Dalniy Bombardirovschik - "bombardeiro de longo alcance"), foi um bombardeiro da Força Aérea Soviética na Segunda Guerra Mundial. Era um avião bimotor monoplano, de asa baixa, que fez seu primeiro voo em 1935. Foi o precursor do Ilyushin Il-4 (originalmente denominado DB-3F). Foram fabricados um total de 1528 aeronaves.